# Marvel Run Jump Smash!
Marvel Run Jump Smash! es un videojuego de correr sin fin desarrollado por Studio Ex y publicado por Marvel Games para Android, iOS y Windows Phone. Fue lanzado el 30 de enero de 2014.

## Jugabilidad
Marvel Run Jump Smash! es un juego de correr sin fin en el que se esquivan obstáculos y se lucha contra supervillanos como Loki para progresar lo más que se pueda. Se puede aumentar la puntuación cambiando entre personajes y activando el ataque especial único de cada superhéroe. Se recogen monedas y mejoras en la carrera. Luego comprar potenciadores especiales para aumentar la distancia y puntuación. Se avanza a través de múltiples entornos, competir con amigos y mejorar el personaje.

## Recepción
Marvel Run Jump Smash! recibió críticas "mixtas o promedio" según el sitio web agregador de reseñas Metacritic.
Alberto González de Vandal escribió: "El juego ofrece mucha diversión, especialmente para los fanáticos de Marvel. Sin embargo, las compras dentro de la aplicación no son tan divertidas, teniendo en cuenta que ya pagamos por el juego".
David Craddock de TouchArcade escribió: "Marvel Run Jump Smash! está lejos de ser el corredor más sofisticado y adictivo de la App Store, pero los fanáticos de los cómics que buscan una experiencia colorida, trepidante y desafiante deberían adaptarse".
Modojo escribió: "Marvel Run Jump Smash! es un juego de acción bastante bueno y tiene mucho que ofrecer a los fanáticos de los cómics. Desafortunadamente, no puede superar la villanía de un modelo freemium bastante injusto. Vale la pena intentarlo, como mínimo".
Jennifer Allen de 148Apps escribió: "El nombre resulta ser lo más emocionante de este Endless Runner bastante decepcionante".
Jim Squires de Gamezebo escribió: "Como fanático de los cómics y aficionado a los corredores sin fin, Marvel Run Jump Smash! no necesitaba hacer mucho para sorprenderme. Pero al final, todo fracasó".
Jon Mundy de Pocket Gamer escribió: Un corredor sin fin común y corriente con una endeble piel de Vengadores en capas en la parte superior, cualquiera que sea el superpoder de Marvel Run Jump Smash!, no es ambición.
Apple'N'Apps escribió: "Marvel Run Jump Smash! es un lanzamiento según los libros que ofrece una nueva versión temática de un género predecible, lo que lo convierte en uno que debe mantenerse alejado. Ni siquiera los Vengadores pudieron salvarlo.
Alex Langley de Arcade Sushi escribió: "Tal como están las cosas, este es un juego de Marvel que incluso Stan Lee dejaría pasar. 'Nuff dijo".
MacLife escribió: "Marvel Run Jump Smash! contiene todo lo prometido en su título, pero deja de lado la diversión y la emoción".